# Inés Juste Bellosillo
Inés Juste Bellosillo (Madrid, 1974) és una empresària de Madrid, presidenta del grup químic-farmacèutic Juste des del 2011 i vicepresidenta de la CEOE des del 2019.
Llicenciada en Empresarials per la Universitat Autònoma de Madrid i MBA per l'Instituto de Empresa, del 1999 al 2001 va ser consultora externa a DBT Consultores i del 2003 al 2004 va treballar a l'ONG German Agro Action a Angola en un sistema de control financer i de gestió de cash flow. El 2004 va assumir la presidència del grup Juste, una companyia de la seva família fundada el 1922. Forma part de la quarta generació de la família que treballa a l'empresa. El 2017 va decidir vendre part de l'empresa relacionada amb els productes farmacèutics, al grup Chemo.
Ha compaginat la feina a l'empresa familiar amb altres càrrecs. Del 2011 al 2015 va ser membre de diverses comissions a la Cambra de Comerç de Madrid. Del 2014 al 2017 va ser presidenta de l'Associació de l'Empresa Familiar de Madrid (ADEFAM), vicepresidenta de la Federació Empresarial de la Indústria Química Espanyola (FEIQUE) i membre dels òrgans de govern de Farmaindustria. Ha rebut diversos reconeixements com el Top 100 de dones líders el 2016, IWEC Awards el 2017, i Dona empresària sector salut el 2018.
El 2019 va ser nomenada vicepresidenta de la CEOE, on ja era membre del comitè executiu des del 2018.